# Heterocarpus laevis
Heterocarpus laevis är en kräftdjursart som beskrevs av Alphonse Milne-Edwards 1883. Heterocarpus laevis ingår i släktet Heterocarpus och familjen Pandalidae. Inga underarter finns listade i Catalogue of Life.